# Silvia Matus
Silvia Ethel Matus Avelar (Nejapa, 12 de março de 1950) é uma socióloga e poeta feminista salvadorenha. Foi a criadora em 1992 da Coletiva Média Lua, primeiro agrupamento de mulheres lésbicas na história de El Salvador. Além de sua participação em Média Lua, fez parte da organizações como Las Mélidas e a Concertação Feminista Prudência Ayala.